# Mikulášovy patálie: Jak to celé začalo
Mikulášovy patálie: Jak to celé začalo (v originále Le Petit Nicolas : Qu'est-ce qu'on attend pour être heureux ?) je francouzsko-lucemburský animovaný film z roku 2022, který režírovali Amandine Fredon a Benjamin Massoubre. Film vypráví příběh o vzniku Malého Mikuláše, který vytvořili René Goscinny a Jean-Jacques Sempé. Snímek měl světovou premiéru na filmovém festivalu v Cannes dne 20. května 2022.

## Děj
V Paříži roku 1955 se autor René Goscinny a karikaturista Jean-Jacques Sempé, dlouholetí přátelé, rozhodnou vytvořit Malého Mikuláše pro nedělní noviny. Během tvorby příběhů Mikuláš ožívá a hovoří se svými autory. Ptá se jich na jejich minulost, jak se seznámili a jak se dostali do světa komiksů.
Goscinny mu vypráví o svém dětství v Argentině, svých začátcích v New Yorku, se setkáním s Morrisem a Lucky Luke a mluví s ním o své židovské rodině, jejíž tři členové zemřeli během druhé světové války.
Sempé zase vypráví o svém příjezdu do Paříže, jak se přihlásil do armády, kterou musel kvůli své nešikovnosti a vášni pro jazz opustit, o svých začátcích v novinách, ale i těžkém dětství s otcem alkoholikem a naštvanou matkou a milujícím dědečkem, který mu předal lásku k fotbalu.

## Dabing postav
| Simon Faliu        | Malý Mikuláš               |
| Alain Chabat       | René Goscinny              |
| Laurent Lafitte    | Jean-Jacques Sempé         |
| Marc Arnaud        | profesor / fotograf        |
| Alban Aumard       | Le Bouillon                |
| Elisa Bardeau      | Marie-Edwige               |
| Delphine Baril     | Courteplaque               |
| Octave Bossuet     | Alceste                    |
| Claire Dumas       | učitelka / matka Louisette |
| Serge Faliu        | otec / Léon                |
| Quentin Faure      | revizor / novinář / číšník |
| Anne Goscinny      | matka Marie-Edwige         |
| Alicia Hava        | Rufus                      |
| Martial Le Minoux  | doručovatel / kuchař       |
| Lucas Ponton       | Eudes                      |
| Frédérique Tirmont | Mémé                       |

## Ocenění
- Mezinárodní festival animovaných filmů Annecy: nejlepší celovečerní film
- César: nominace na nejlepší animovaný film